# 바도비체군

마워폴스카주 지도에 표시된 바도비체군의 위치

바도비체군(폴란드어: powiat wadowicki)은 폴란드 마워폴스카주에 위치한 군으로 군청 소재지는 바도비체이며 면적은 645.74km2, 인구는 154,304명(2006년 기준), 인구 밀도는 240명/km2이다. 바도비체는 교황 요한 바오로 2세가 태어난 곳이기도 하다.
북쪽으로는 흐샤누프군, 동쪽으로는 크라쿠프군, 미실레니체군, 남쪽으로는 수하군, 남서쪽으로는 실롱스크주 지비에츠군, 서쪽으로는 실롱스크주 비엘스코군, 북서쪽으로는 오시비엥침군과 접한다. 10개 지방 자치체(3개 도시형 농촌, 7개 농촌)를 관할한다.

군기
군 문장